# Brouwerij De Ryck

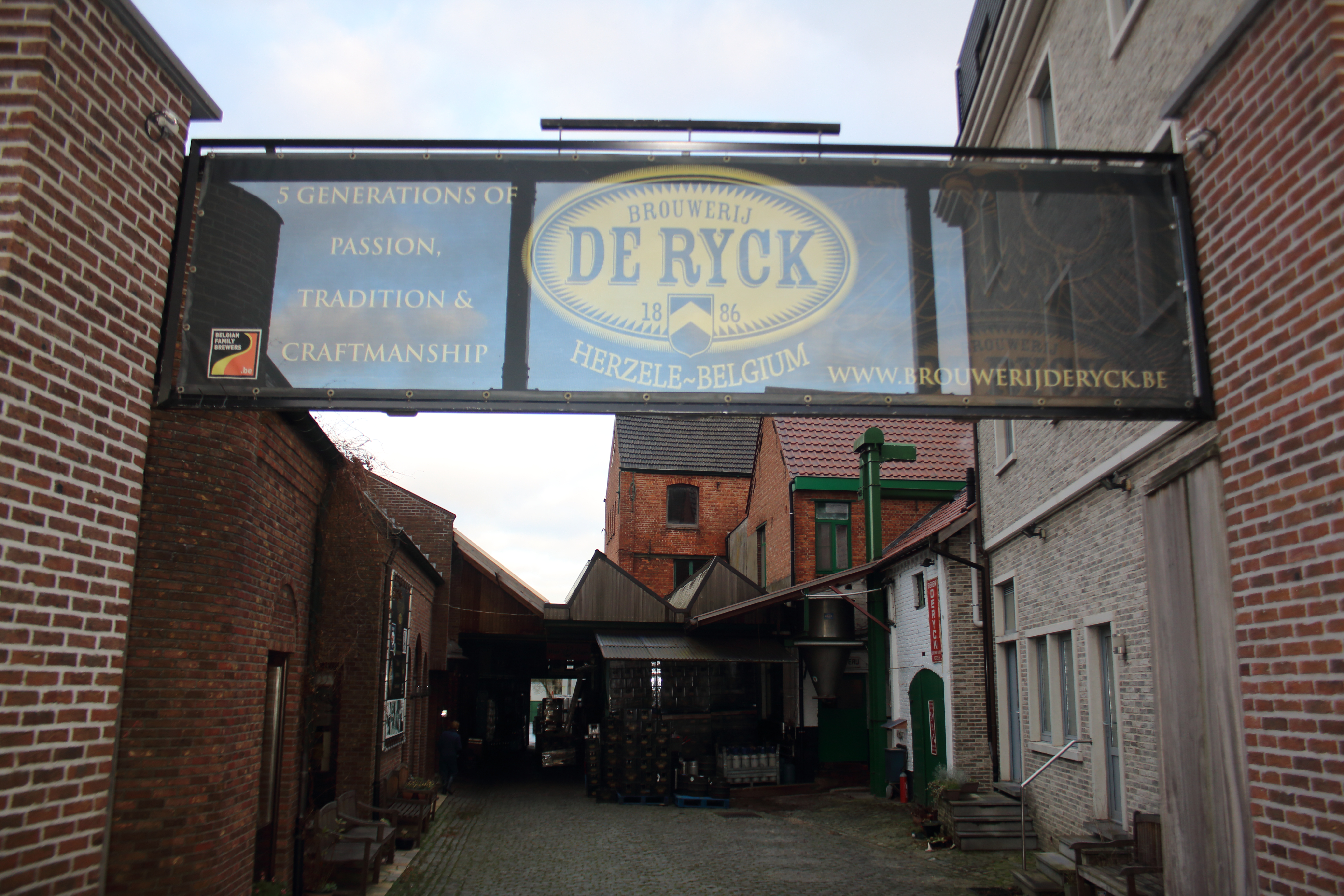
Brouwerij De Ryck

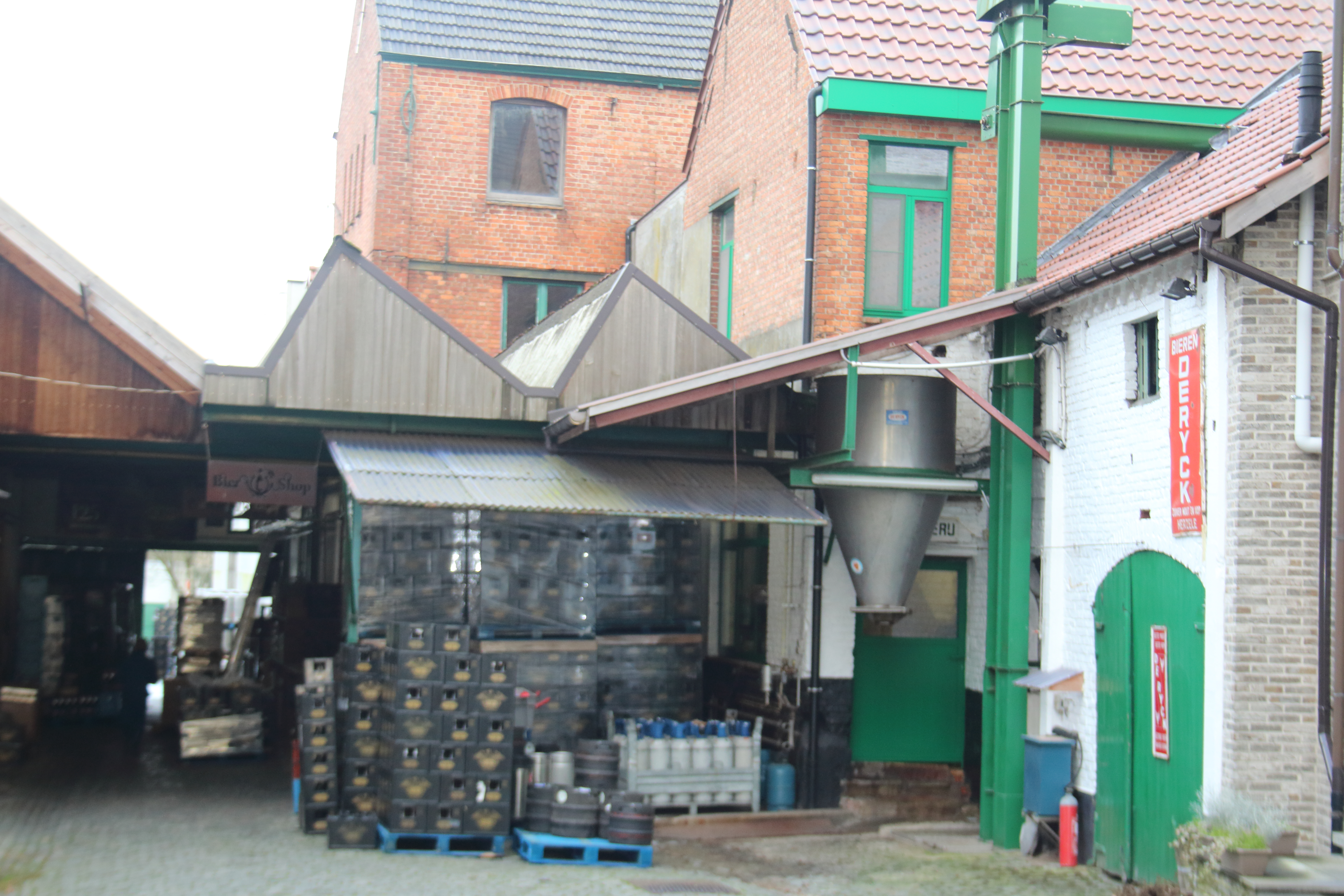

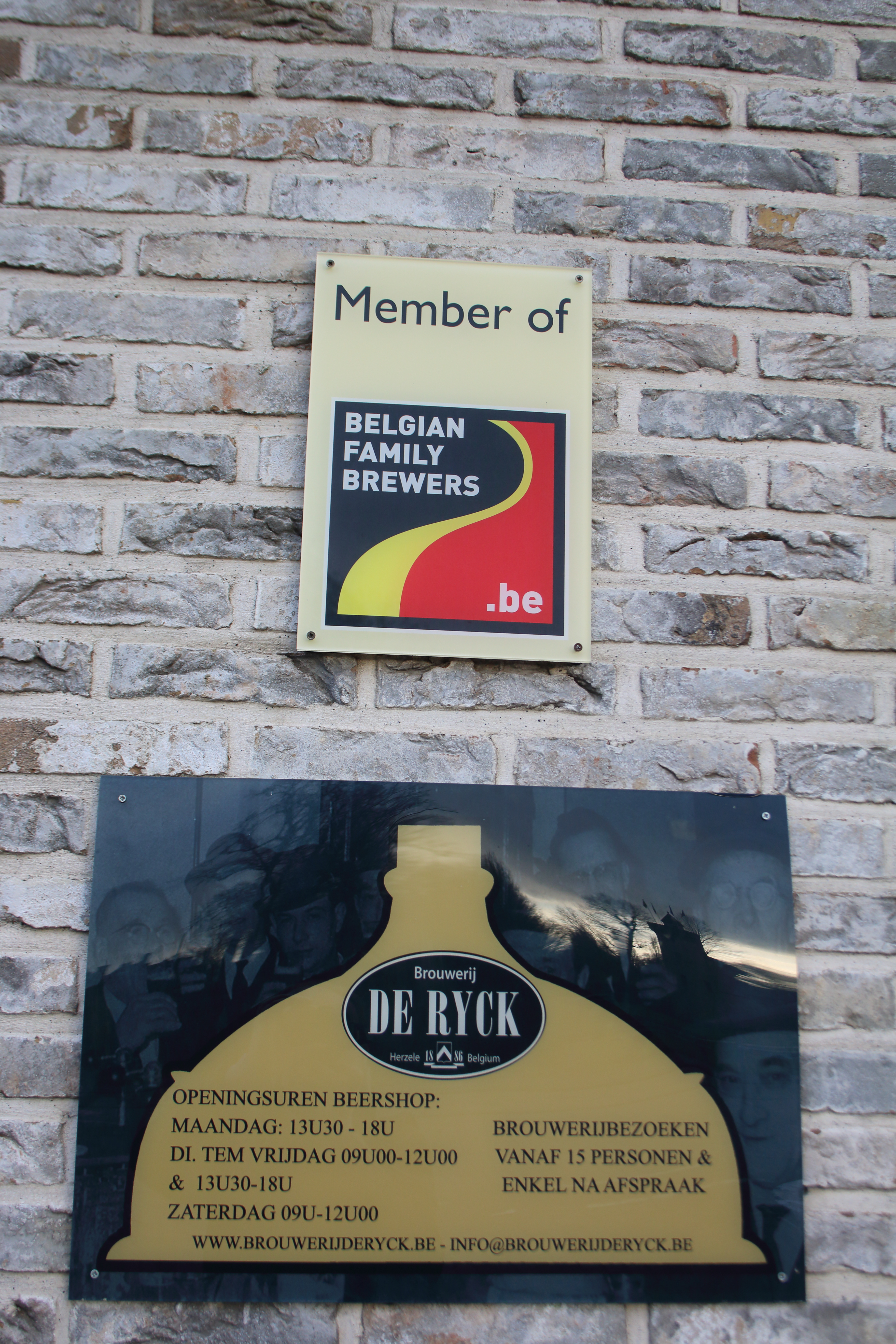

Brouwerij De Ryck is een brouwerij in het Oost-Vlaamse Herzele (België). Opgericht door de gelijknamige familie in 1886, is de brouwerij tegenwoordig nog steeds in hun bezit en beheer.
De brouwerij kan op aanvraag en in groep bezocht worden.
In 2025 raakte bekend dat de productie in Herzele stopt en voortgezet wordt door Brouwerij De Koperen Markies (DKM).

## Vier generaties
De brouwerij is opgericht door de voormalige leerlooier Gustaaf De Ryck in 1886 nadat hij in het Duitse Bremen het beroep van brouwer ging aanleren. De oprichting gebeurde nabij de kerk van Herzele, hij gebruikte hierbij aanvankelijk Brouwerij De Gouden Arend als benaming. Omwille van de Eerste Wereldoorlog werden de activiteiten gedwongen gestaakt en in 1920 werd er herbegonnen onder de naam Brouwerij De Ryck.
Drie generaties later en onder de leiding van een vrouwelijke brouwer worden er thans acht verschillende artisanale bieren gebrouwen. De achterkleindochter van de stichter, An De Ryck, volgde onder andere stages in Engeland en Beieren.

## Bieren
Worden nu nog gebrouwen:
- Special De Ryck
- Gouden Arend
- Arend Tripel
- Arend Blond
- Arend Winter
- Arend Dubbel
- Steenuilke